# Amir Gilboa
Amir Gilboa (în ebraică אמיר גלבע, a se citi Amir Ghilboa, numele la naștere: Berl Feldmann; n. 25 septembrie 1917, Radzîvîliv, gubernia Volînia⁠(d), Imperiul Rus – d. 2 septembrie 1984, Petah Tikva, Israel) a fost un poet israelian ebraic, originar din Ucraina. Gilboa a fost unul din cei mai însemnați poeți din „generația de la 1948” sau „a Palmahului”, de care s-a detașat de fapt prin stilul aparte și experiențele sale moderniste. Poeziile sale au adesea teme romantice, din Biblie și Kabala.
,

## Biografie
Gilboa s-a născut în 1917 ca Berl Feldmann în familia unui croitor evreu din Radziwillow, astăzi Radyvyliv, nu departe de orașul Rivne, în regiunea Volînia din Ucraina de vest, în acea vreme parte a Rusiei. Era mezinul dintre șapte copii - trei băieți și patru fete.
După o scurtă perioadă de dominație ucraineană, între 1920-1939 localitatea a făcut parte din Polonia. Din copilărie, Berl Feldmann a fost atras de literatură, scriind în limbile idiș și ebraică. A urmat grădinița, școala tradițională evreiască "heder" și gimnaziul ebraic „Tarbut” („Cultura”) din localitatea natală. Un rol in formația sa de poet l-a avut profesorul său particular de literatură, David Schneider.
De copil a participat la activitățile organizațiilor de copii și tineret ale mișcării sioniste socialiste Hashomer Hatzair și apoi Hehalutz Hatzair. 
În anul 1933 decizându-se, spre deosebire de ceilalți frați și surori, să nu se alăture atelierului de croitorie al familiei, Berl a părăsit căminul părintesc pentru a lua parte în tabere din Luțk (tabăra Klossowa), Verba și Bendin, la pregătirile prin munci agricole și lucru în carierele de piatră, în vederea emigrării în Palestina și a reconstruirii patriei strămoșilor 
În anul 1937 a emigrat în Palestina, unde și-a schimbat numele în cel ebraic de Amir  Gilboa. A lucrat, așa cum planificase încă din Europa, în livezi de portocali, la drumuri și în cariere de piatră, stabilindu-se in kibuțul Givat Hashloshá. Începând din 1942 s-a înrolat în unități de transport ale Armatei a 8-a și în Brigada evreiască palestineană a armatei britanice, cu care a participat la Al doilea război mondial. A participat la luptele din Africa, la debarcarea în Italia și la eliberarea Olandei.  A contribuit la organizarea emigrației ilegale (interzise de regimul mandatar britanic) de evrei supraviețuitori ai Holocaustului în Palestina, iar în 1948-1949 a luat parte la Războiul de independență al Israelului.
Familia sa rămasă în Ucraina a pierit în Holocaust. În 1942 părinții, frații și surorile sale au fost omorâți de naziști în ajunul sărbătorii evreiești de Simhat Torá.  
În anul 1941 a publicat prima poezie ebraică în Caietele literare (Dapey Sifrut) ale mișcării Hashomer Hatzair de sub redacția poetului Avraham Shlonski.
În anul 1949 Gilboa a publicat un volume de poezii "Sheva reshuyot" (Sapte domenii) inspirat din experiența sa din războaie. Din 1955 și până la pensionare în 1980 Amir Gilboa a lucrat la editura de cărți Massada din Tel Aviv. In 1963 a publicat o primă culegere integrală a poeziilor sale.  
În anul 1983 a suferit un atac de cord și a fost operat de inimă, și în 1984 a decedat de complicații ale bolii de inimă la Spitalul Beilinson din Petah Tikva,
Cu două săptămâni înainte de a muri a terminat ultimul său volum de versuri Hakol holekh
(Totul merge).

## Premii și onoruri
- 1961 - Premiul Shlonski
- 1964 - Premiul Ussishkin
- 1969 - Premiul prim-ministrului pentru literatură ebraică
- 1970 - Premiul Brenner
- 1971 - Premiul Bialik
- 1977 - Premiul Dov Chomski
- 1980 - Premiul Fichmann
- 1982 - Premiul Israel, premiul de stat al Israelului
- 1984 (post-mortem) Premiul Bilha și Israel Newman din partea  Universității New York

## Opere
Culegeri de versuri:
- אילה אשלח אותך, 1973. Ayala eshlah lah Gazela pe care am să ți-o trimit
- כחולים ואדומים, 1963. Albaștri și roșii
- מבחר שירים, 1962. Versuri alese, sub redacția lui Dan Zalka
- לאות , שירים, 1942. În semn.
- 1953  שירים בבוקר- בבוקר  Shirim baboker - baboker ,Cântece de dimineață
- קטף שירים מכאן ומכאן, שירים, 1979.Ktaf shirim mikan umikan - Selecție de poezii de ici și colo
- רציתי לכתוב שפתי ישנים, 1968. (Ratziti Lichtov Siftei Yeshenim) Am vrut să scriu buzele celor adormiți*הכל הולך, 1984 Totul merge
- כל השירים, 1994. Toate versurile

Versuri pentru copii:
- איש המים של גילי (Ish hamaiym shel Gili) Omul de apă al lui Gili

### Traduceri în românește
În antologia La marginea cerului - Poeți ebraici contemporani în traducerea lui Sebastian Costin, Cartea Românească, București, 1992